# Smyrnieae
Tribu
Les Smyrnieae sont une tribu de plantes à fleurs de la sous-famille des Apioideae dans la famille des Apiaceae.

## Nom
La tribu des Smyrnieae est décrite en 1820 par le botaniste allemand Kurt Sprengel.

## Liste des genres
La tribu des Smyrnieae comprend deux genres selon NCBI :
- Lecokia
- Smyrnium